# Бандаж (техника)

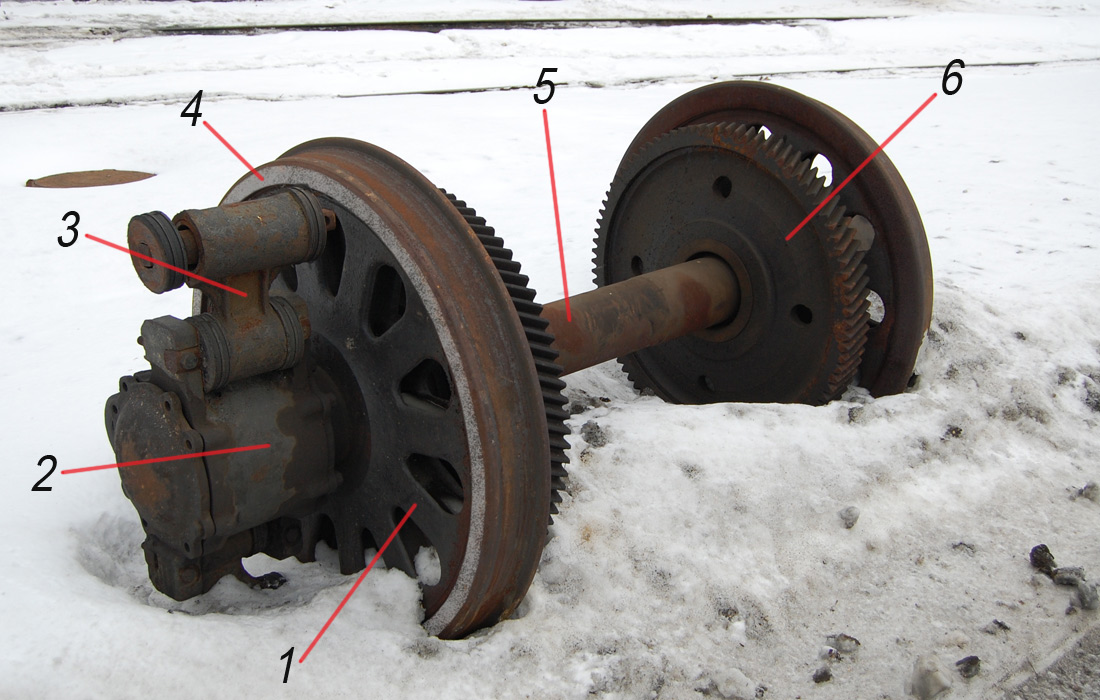
Колёсная пара электровоза ВЛ11, торец бандажа окрашен в белый цвет

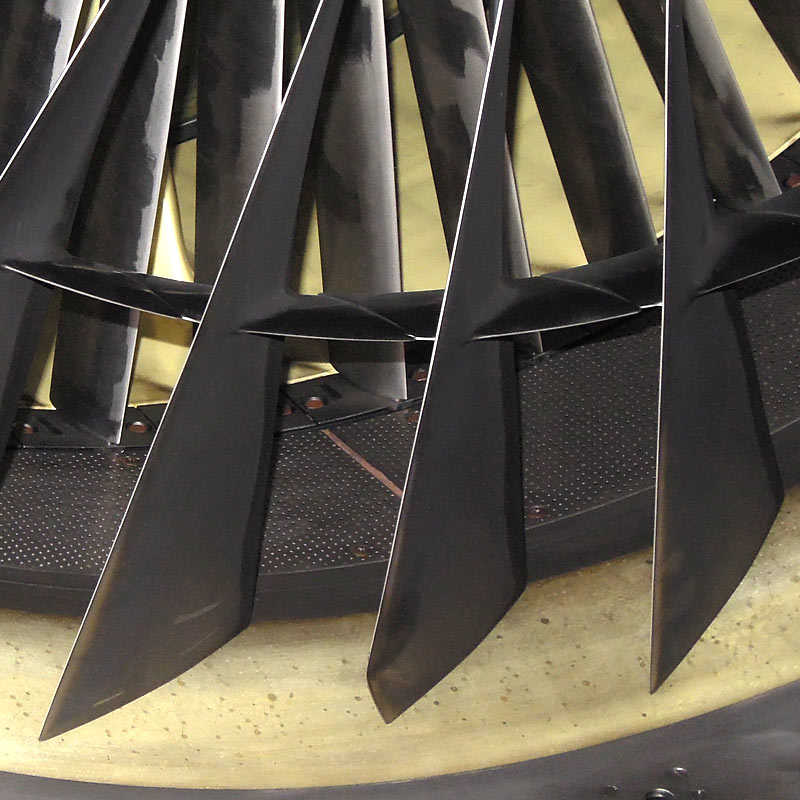
Лопатки вентилятора авиадвигателя Д-36 с полками, образующими бандаж

Бандаж (фр. bandage) в технике — стальное (в ряде случаев — резиновое) кольцо или пояс, надеваемый на части машин или конструкций для увеличения их прочности или уменьшения износа.
Бандаж прокатного валка — твёрдый внешний слой рабочей части валка, на рельсовом транспорте бандаж — изготовленное прокаткой стальное кольцо фасонного профиля, надеваемое в горячем состоянии на колесо локомотива, трамвая, моторного вагона и т. п. Подобные бандажи изготовляются из углеродистой конструкционной стали и применяются для возможности замены с сохранением остальных деталей колёсной пары (оси, колёсных центров, зубчатых колёс), так как поверхность катания из-за боксования, использования песка для улучшения сцепления с рельсами, из-за отсутствия надёжной смазки и регулярных обточек для восстановления профиля изнашивается наиболее сильно.
Также бандаж колёс может изготавливаться из технической резины и надеваться на колёса для дополнительного подрессоривания и уменьшения износа (применяется в основном в гусеничных движителях).
В турбостроении бандаж скрепляет концы лопаток или поддерживает среднюю часть длинных лопаток. В роторах газотурбинных двигателей, как правило, бандаж не собирается из специальных деталей — он образуется «отростками» (полками) самих лопаток, соприкасающимися между собой и образующими бандажное кольцо.
Бандаж в электрических машинах (двигателях и электрогенераторах) представляет собой пояс из стальной проволоки, намотанной с сильным натяжением на барабан якоря, удерживающий обмотку от выпадения из пазов. Для исключения протекания вихревых токов и улучшения изоляции бандажи могут быть выполнены из немагнитных материалов — например, стеклоленты.
Бандаж в трубопроводах — металлическое кольцо, надеваемое в горячем состоянии на стальной трубопровод и сжимающее его при остывании.